# Mattn
Mattn (* 18. Dezember 1992 in Antwerpen als Anouk Matton) ist eine belgische EDM-DJ.

## Hintergrund
Anouk Matton wuchs in Leopoldsburg auf. Sie betätigte sich einige Jahre als Laufsteg-Model und trat Instagram bei, wo sie mittlerweile über 450.000 Abonnenten hat. 2015 begann sie das Auflegen, auch einige Tracks unter ihrem Namen wurden veröffentlicht.
Festivalauftritte hatte sie beim Tomorrowland, Sunburn Festival und dem Creamfields, auch einige Shows im Vorprogramm von Dimitri Vegas & Like Mike. Im September 2017 heiratete sie Dimitri Vegas auf Ibiza. Im Juli 2021 wurden sie Eltern eines Sohnes. 2018 wurde sie in der jährlichen DJ-Top100-Liste des britischen DJ Magazine auf Platz 72 gewählt.

## Diskografie (Auswahl)
Singles
- 2016: How we Roll (mit 2Faced Funks)
- 2016: Cafè del Mar (mit Futuristic Polar Bears)
- 2017: Let the Song Play (mit Magic Wand)
- 2018: Late (mit Hiddn)
- 2018: Throne (mit Futuristic Polar Bears, Olly James)
- 2018: Jungle Fever
- 2019: Don´t Say a Word (mit Æmes)
- 2019: Lone Wolves (mit Paris Hilton)